# Sven Deutschmanek

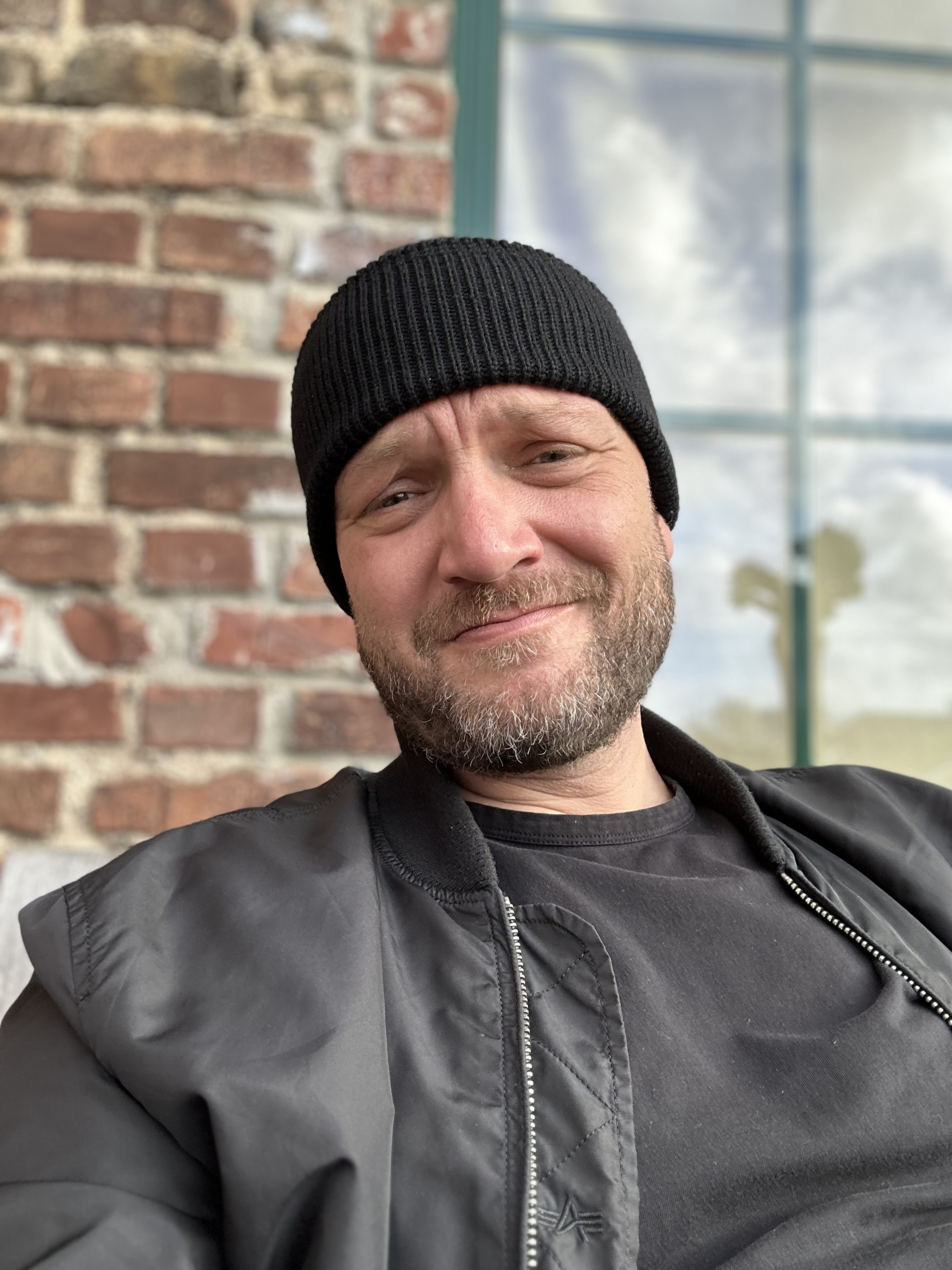
Sven Deutschmanek

Sven Horst Deutschmanek (* 5. Juni 1976 in Steinheim) ist ein deutscher Kunst- und Antiquitätenhändler.

## Leben
Deutschmanek ist gelernter Kfz-Mechaniker. Mitte der 1990er Jahre entwickelte er seine Leidenschaft für Antiquitäten. Er war Mitbetreiber eines Antiquitätengeschäfts in Schieder-Schwalenberg. Sein hauptsächliches Beschäftigungsfeld liegt in Expertisen zu Antiquitäten und Designklassikern, aber auch in der Beratung von Privatpersonen bei Nachlässen oder Haushaltsauflösungen.
Bekannt wurde Deutschmanek durch seine Auftritte in der ZDF-Sendereihe Bares für Rares, in der er seit der zweiten Staffel (2014) als Sachverständiger den Wert von Antiquitäten taxiert.  Er hatte zudem mehrere Auftritte im ZDF-Fernsehgarten. Im Mai 2023 spielte er in der Quizsendung Wer weiß denn sowas? gegen seine Expertenkollegin Heide Rezepa-Zabel.
Deutschmanek ist seit 2018 Träger des Rosenmontagmorgenordens der Steinheimer Karnevalsgesellschaft. Er ist verheiratet mit Simone Deutschmanek und Vater einer Tochter und eines Sohns. Er lebt in Bad Salzuflen.